# Římskokatolická farnost Horní Bečva
Římskokatolická farnost Horní Bečva je územním společenstvím římských katolíků v rámci děkanátu Valašské Meziříčí olomoucké arcidiecéze s farním kostelem svatého Jana a Pavla.

## Historie
Nejstarší písemná zmínka o Horní Bečvě je z roku 1659 v gruntovní knize Valašského Meziříčí. Duchovní správa byla zřízena na Horní Bečvě roku 1792. V témže roce byl postaven kostel zasvěcený svatým mučedníkům Janu a Pavlu a zřízena fara v níž bylo zahájeno školní vyučování.

## Duchovní správci
Do června 2019 byl farářem R. D. Mgr. Ladislav Šimek. Od 1. července téhož roku byl ustanoven administrátorem excurrendo R. D. Mgr. Petr Dujka.

## Bohoslužby
| Kostel               | Místo       | Bohoslužba (den)                                 | Hodina           | Poznámka     |
| -------------------- | ----------- | ------------------------------------------------ | ---------------- | ------------ |
| svatého Jana a Pavla | Horní Bečva | neděle pondělí úterý středa čtvrtek pátek sobota | 8.00, 10.00 7.30 | Farní kostel |

## Aktivity farnosti
Na území farnosti se pravidelně pořádá tříkrálová sbírka. V roce 2018 se při ní vybralo 54 737 korun.